# 爪哇斑鸠
爪哇斑鸠（学名：Streptopelia bitorquata）是一种分布于印度尼西亚和东帝汶等地的鸟类，隶属于鸠鸽科斑鸠属。